# Alepisaurus
Famille
Genre
Synonymes
- Alepidosaurus[2]
- Caulopus Gill, 1863[3]
- Plagyodus Günther, 1867[2]

Alepisaurus est un genre de poissons aulopiformes de la famille monotypique des Alepisauridae (les alépisauridés). Ces poissons sont communément appelés cavalos et vivent à des profondeurs de plus de 1 800 mètres.

## Liste d'espèces
Selon World Register of Marine Species (28 avril 2020) :
- Alepisaurus brevirostris Gibbs 1960
- Alepisaurus ferox Lowe, 1833 - le Cavalo féroce

## Étymologie
Le genre Alepisaurus du latin a-, « sans », lepis, « écaille », et saurus, « lézard », fait référence à leur peau sans écaille et fait allusion à la forme de lézard de l'espèce Alepisaurus ferox.